# Eierstecher

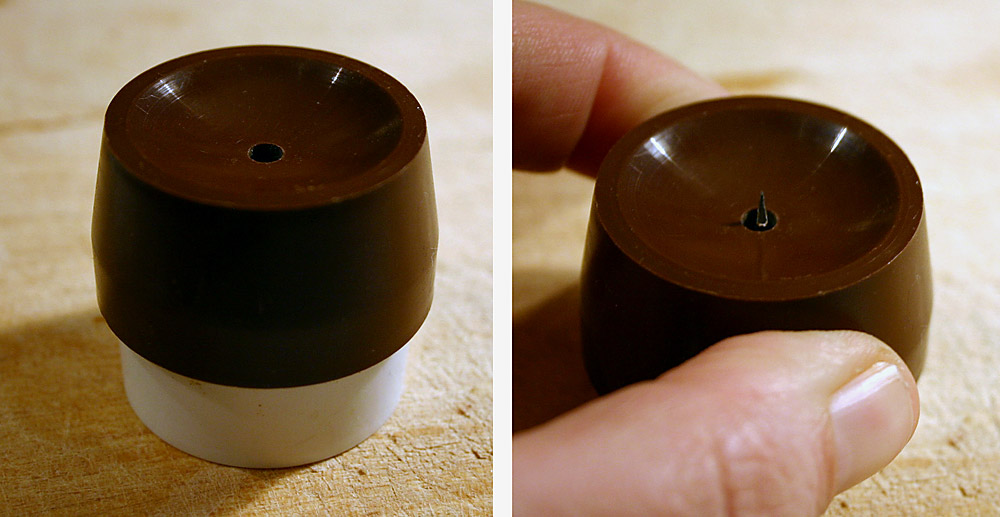
Klassischer Eierstecher aus den 1970er-Jahren, Normalzustand und gedrückt

Ein Eierstecher (auch Eidorn, zudem umgangssprachlich Eierpikser oder Eierpick) ist ein Küchenwerkzeug, mit dem bei Eiern ein kleines Loch in die Schale gestochen werden kann, um deren Luftkammer nach außen zu öffnen. Dadurch wird beim Kochen ein Druckausgleich ermöglicht, der das Platzen der Eierschale verhindern soll. Eine Untersuchung des WDR-Wissenschafts-Fernsehmagazins Quarks & Co konnte jedoch zeigen, dass das Eierpiksen keinerlei Auswirkungen darauf hat, ob ein Ei beim Kochen beschädigt wird oder nicht.

## Bauweise

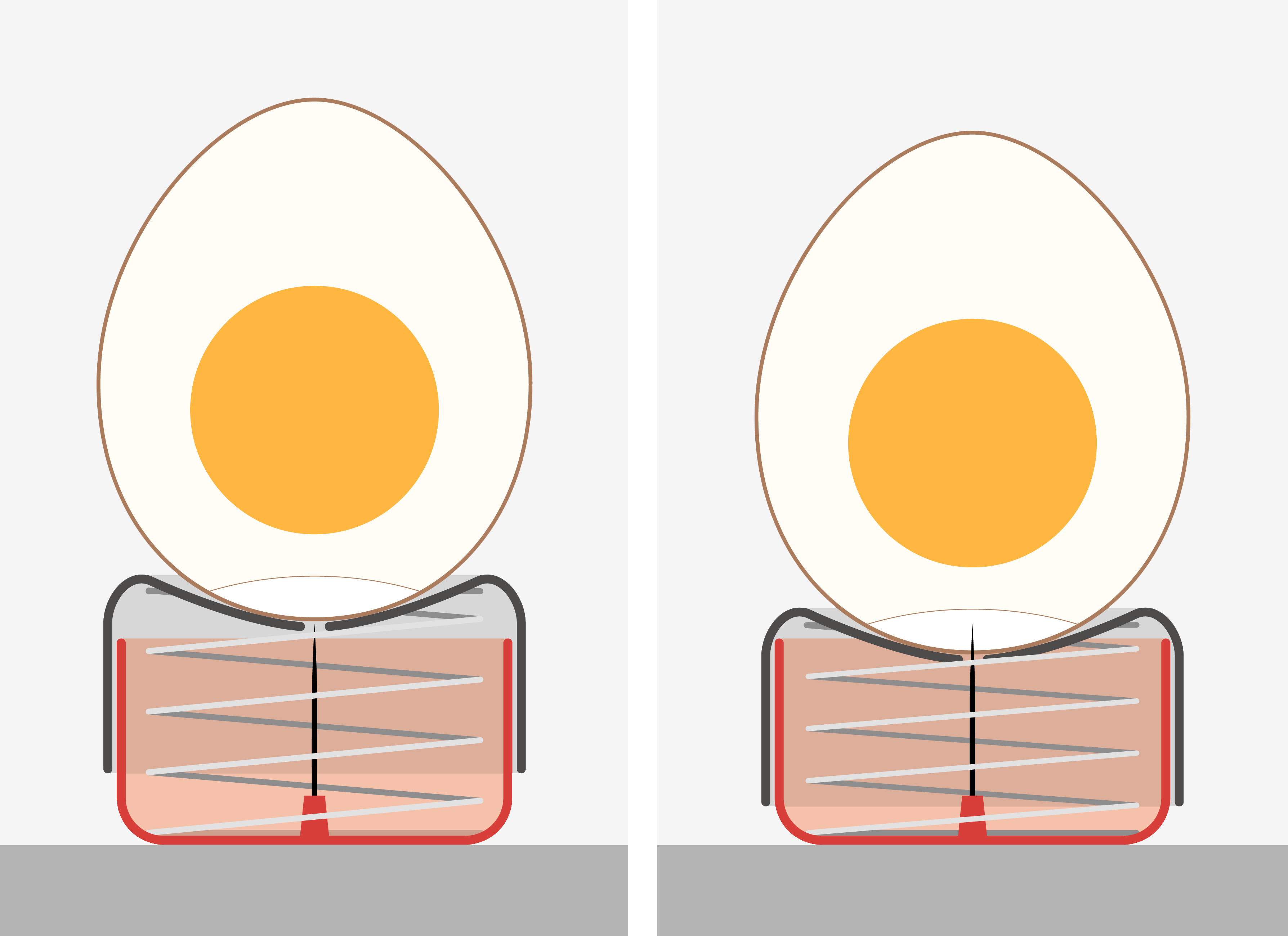
Funktionsweise eines Eierstechers (Längsschnitt)

Die Konstruktion von Eierstechern verhindert einerseits ein zu tiefes Eindringen der Nadel, wodurch die innere Schalenhaut verletzt würde, und andererseits eine zu hohe Belastung der empfindlichen Schale. Dazu wird der Druck des Geräts auf eine größere Fläche verteilt und das Einstechen der Nadel durch eine Feder oder Ähnliches gedämpft.
In der ursprünglichen Bauweise aus den 1970er-Jahren bestehen Eierstecher aus einer kleinen Dose mit einer Mulde und einem Loch in der Mitte des Deckels sowie einer Nadel in der Mitte des Bodens. Deckel und Boden sind in Teleskopbauweise miteinander verbunden und werden durch eine Feder auseinandergedrückt. Durch Aufsetzen des Eis mit dem breiteren Ende und leichtes Herunterdrücken wird die Schale durchstochen.
Außer als Einzelgerät sind Eierstecher heute auch als Bestandteil von Eierkochern oder Eieruhren gebräuchlich. Auf dem Markt sind außerdem „Designermodelle“, die erheblich von der klassischen Bauweise abweichen, aber die gleiche Funktion erfüllen.